# Polygonum utahensis
Polygonum utahensis là một loài thực vật có hoa trong họ Rau răm. Loài này được Brenckle & Cottam miêu tả khoa học đầu tiên năm 1940.